# Wierchniaja Kiema
Wierchniaja Kiema (ros. Верхняя Кема) – wieś w Rosji, w rejonie nikolskim obwodu wołogodzkiego. W 2010 r. liczyła 6 mieszkańców.